# Alfatar
Alfatar (in bulgaro Алфатар?) è un comune bulgaro situato nella Regione di Silistra di 3 831 abitanti (dati 2009). La sede comunale è nella località omonima

## Località
Il comune è formato dall'insieme delle seguenti località:
- Alfatar (sede comunale)
- Alekovo
- Bistra
- Car Asen
- Čukovec
- Kutlovica
- Vasil Levski